# Massacre al festival de música de Re'im
|  | Aquest esdeveniment forma part del Conflicte palestino-israelià d'octubre de 2023 |

La massacre al festival de música de Re'im es va dur a terme el 7 d'octubre de 2023 a l'inici del conflicte Gaza-Israel d'octubre de 2023 quan, en un acte terrorista, uns milicians de Hamàs que havien penetrat a Israel des de la Franja de Gaza van atacar les persones congregades en un festival de música electrònica a Re'im. ZAKA, l'equip de resposta d'emergència de la comunitat d'Israel, va recuperar aproximadament 260 cossos sense vida del lloc del festival, xifra del qual converteix l'acte en l'atac terrorista més gran dels darrers 50 anys. A part dels morts, hi va haver nombrosos ferits i una gran quantitat d'assistents van ser presos com a ostatges.

## Esdeveniments
Supernova era un festival de música trance que se celebrava a tres milles de la frontera entre Gaza i Israel, a prop del quibuts Re'im. L'esdeveniment es va dur a terme a l'aire lliure al desert del Nègueb i havia de coincidir amb la festa jueva de Simhat Torà. El recinte del festival tenia tres escenaris, a més d'una àrea d'acampada i una zona de restauració. Segons un metge d'urgències que va acudir al festival després de la matança, hi havia aproximadament 3.000 assistents, principalment ciutadans israelians entre 20 i 40 anys. Al festival hi havia presents vigilants de seguretat.
El festival musical Supernova va ser un dels primers objectius de l'atac sorpresa contra Israel, executat per Hamàs a la matinada del 7 d'octubre de 2023. Un dels assistents va declarar a la BBC que després de tallar l'electricitat, un grup d'aproximadament 50 terroristes armats van arribar en furgonetes i vehicles tot terreny i van disparar «en totes direccions». Alguns dels assistents al festival que es van amagar als arbres van ser assassinats perquè els terroristes van disparar «arbre per arbre». L'incident es va desenvolupar mentre sonava la sirena que advertia del bombardeig de coets disparats contra Israel.
Les fotografies difoses pel ministeri d'Afers Exteriors d'Israel després de l'atac mostraven desenes de cossos al recinte del festival, inclòs un cos cremat lligat amb cables. En un vídeo separat, Hamàs va publicar el cos mig nu i maltractat de Shani Louk, una jove alemanya, a la part posterior d'una camioneta. Els milicians palestins van capturar un nombre desconegut de participants, com es va poder comprovar a les xarxes socials a internet.